# Nidelva
Nidelva (nynorsk) lub Nidelven (bokmål) – rzeka w okręgu Trøndelag w Norwegii. Rozpoczyna swój bieg w jeziorze Bjørsjøen (w pobliżu Selbusjøen). Przepływa przez Tiller i Trondheim, uchodząc w tym ostatnim do Trondheimsfjordu. Długość rzeki wynosi 30 km, posiada jeden dopływ – Neę. Na Nidelvie znajduje się sześć elektrowni wodnych.
Rzeka jest częścią systemu wodnego Nea-Nidelvvassdraget.